# Proton KR5
Proton KR5 è una motocicletta sviluppata come prototipo da competizione dal team KR di Kenny Roberts con l'ausilio dei finanziamenti della casa automobilistica malese Proton e con cui ha disputato le gare del motomondiale in MotoGP dal 2003 fino al 2005.

## Il contesto
La moto venne presentata al termine del 2002 quale sostituta della vecchia tricilindica KR V3 che aveva gareggiato nella classe 500 e anche nella prima annata della classe MotoGP; era caratterizzata da un motore pentacilindrico con disposizione a V, da cui il suo nome.
Progettata e costruita a Banbury in Gran Bretagna, come il modello che l'aveva preceduta aveva cercato di attingere alle tecnologie della Formula 1 e all'inizio del 2003 venne anche ingaggiato, quale responsabile tecnico, l'ingegner John Barnard, progettista di varie vetture di Formula 1 di successo.
Non riuscì peraltro ad essere approntata in tempo per le prime gare della stagione 2003, fatto per cui i due piloti designati, Nobuatsu Aoki e Jeremy McWilliams, dovettero utilizzare il vecchio modello nei primi quattro gran premi; il suo debutto in gara avvenne in occasione del GP d'Italia, concluso con il ritiro di ambedue i piloti. Anche per il resto della stagione non registrò alcun risultato di rilievo.
La stessa cosa avvenne anche nel motomondiale 2004, quando, condotta in gara da Aoki affiancato da Kurtis Roberts e James Haydon non riuscì mai ad andare al di là di un dodicesimo posto.
Per il 2005 la moto fu equipaggiata con un motore KTM, in questo caso da soli 4 cilindri, ma la collaborazione con la casa motociclistica austriaca si interruppe durante l'estate, impedendo al team di competere nelle ultime prove dell'anno. In tutta la stagione riuscì ad ottenere un punto in classifica mondiale.
Venne sostituita per il campionato successivo dalla KR211V costruita dal team in seguito al nuovo accordo firmato con la Honda.